# Koninklijke Marechaussee

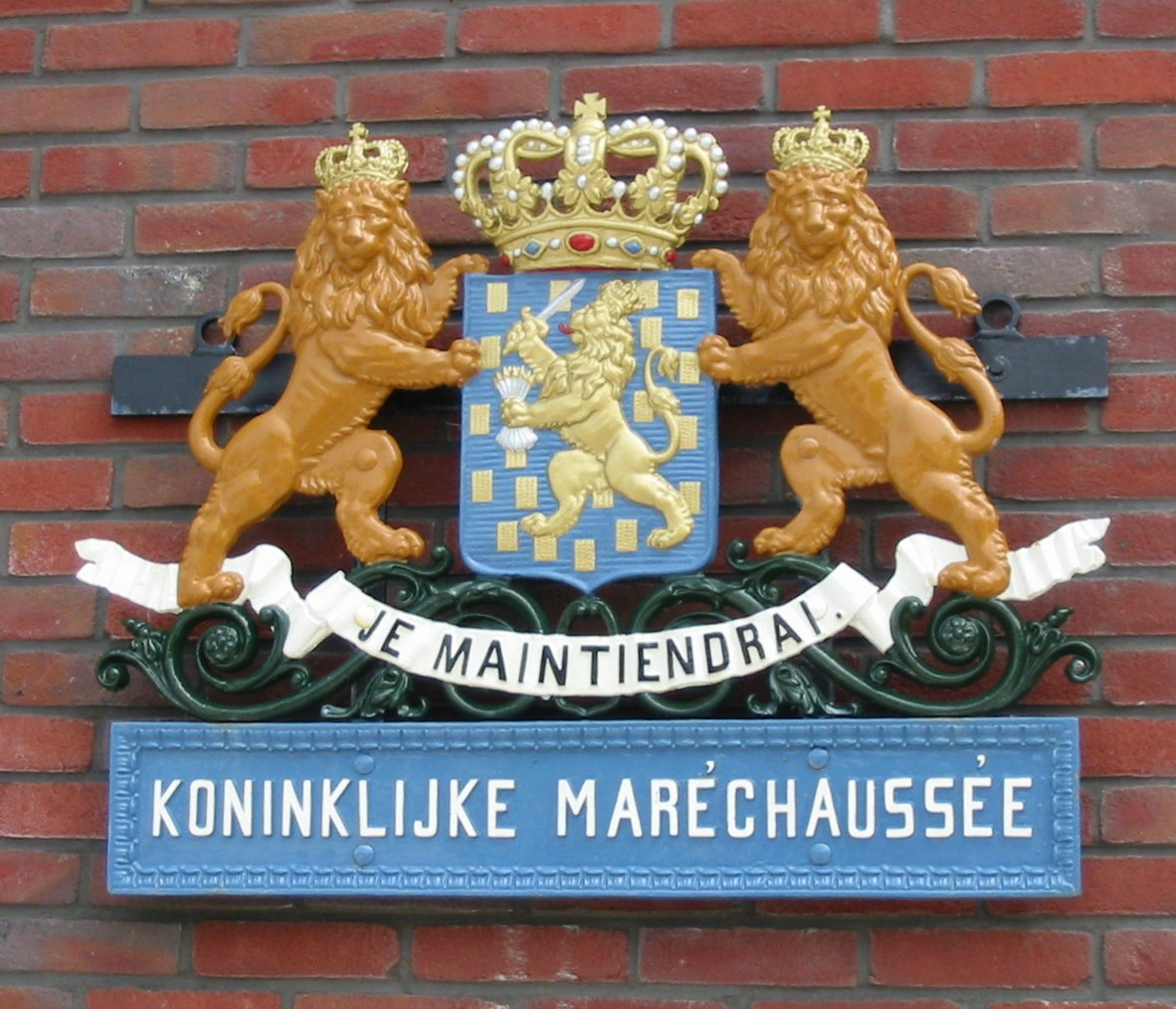
KMars heraldiska vapen

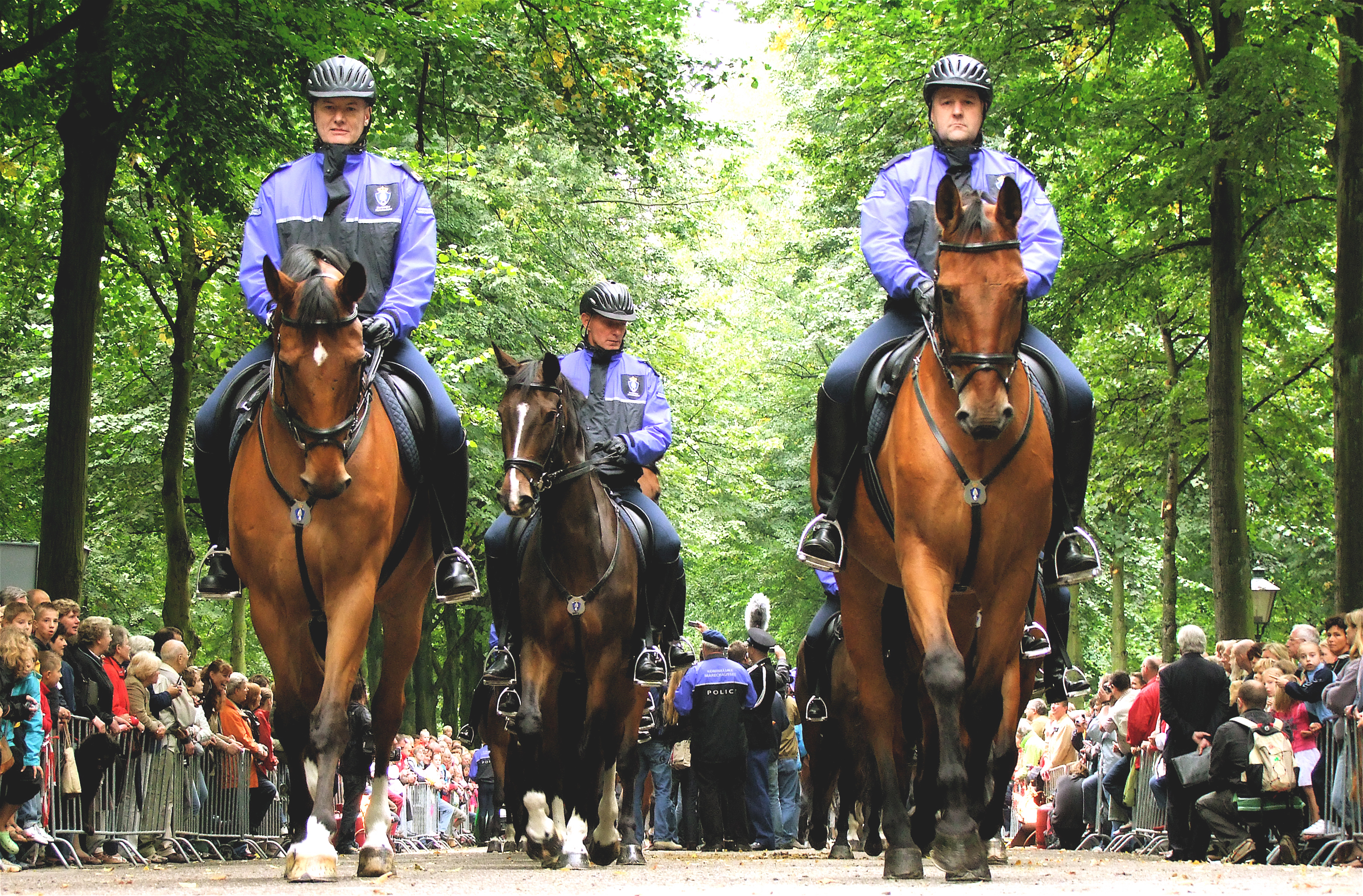
Beridna högvakten från KMar övar inför Prinsdagen 2008

Koninklijke Marechaussee (förkortning: KMar), det nederländska gendarmeriet, är en militär polisorganisation med en personalstyrka om 6 800 personer. KMar är den fjärde försvarsgrenen i Nederländernas försvarsmakt.

## Huvuduppgifter
- Bevakning
  - Objektsskydd[1]
  - Högvaktstjänst (skydd av kungliga familjen).[2]
  - Personskydd, genom en personskyddsenhet, BSB. [3]
  - Bevakning av värdetransporter för den nederländska statsbanken.[4]
  - Flygplatspolis vid civila flygplatser.[5][6]
- Understöd, bistånd och samverkan med den civila polisen.[7]
  - Till förfogande finns framförallt åtta kravallpolisplutoner.
- Gränspolis
  - Gränsbevakning[8]
  - Migrationspolis[9]
  - Asylpolis [10]
- Internationell fredstjänstgöring[11]
- Militärpolis[12]
- Ceremoniförband[13]
- Utredningsverksamhet. [14]
  - KMars utredningsverksamhet härrör från dess huvuduppgifter som flygplatspolis, militärpolis, gränspolis och samverkan med den civila polisen. Den finns en central utredningsenhet,  Brigade Centrale Recherche & Informatie i Utrecht.

## Organisation
- Ledning
- Fem distrikt
  - District West
  - District Noord-Oost
  - District Zuid
  - District Schiphol
  - District Landelijke en Buitenlandse eenheden (nationella och internationella enheter)
- Utbildningscentrum
  - Landelijk Opleidings- en Kenniscentrum Koninklijke Marechaussee (LOKKMar) i Apeldoorn.[15]

## Personal

### Polissoldater
Förkunskapskrav:
- Grundskola (VMBO) med ett allmänbildande ämne (B-nivå) och ett främmande språk (A-nivå), eller
- Gymnasium på yrkesprogram nivå 2 (MBO-2) med nederländska och ett främmande språk.

Ålderskrav: 17 1/2-29 år.
Polissoldaterna anställs genom femårskontrakt. Efter genomförd sex månaders grundutbildning deltar de huvudsakligen i högvaktstjänst. Efter 1 1/2 års anställning sker en överföring till militärpolistjänst, objektsbevakning eller gränsbevakning.

### Underofficerare
Förkunskapskrav:
- Grundskola (VMBO) på yrkesprogram, eller
- Gymnasium på yrkesprogram nivå 3 (MBO-3) med nederländska och engelska, eller
- 2 1/2 års anställning som manskap.

Ålderskrav: 17-29 år.
Underofficerare anställs genom femårskontrakt. Kontrakten kan förnyas intill underofficeren uppnår 35 års ålder. Den grundläggande utbildningen är två år.

### Officerare
Förkunskapskrav:
- Gymnasium på teoretiskt (HAVO) eller avancerat teoretiskt program (VWO) med nederländska och engelska.

Ålderskrav: 17-25 år.
Utbildningen börjar med en ettårig militär ledarskapsutbildning vid militärhögskolan i Breda och fortsätter med en treårig utbildning vid polishögskolan i Apeldoorn, vilket leder fram till en akademisk examen på grundnivå i operativ polisledningskunskap (HBO bachelor).

### Militära grader och gradbeteckningar
| NATO Code           | OF-8               | OF-7            | OF-6             | OF-5    | OF-4              | OF-3   | OF-2     | OF-1             | OF-1             | OF-1   |
| ------------------- | ------------------ | --------------- | ---------------- | ------- | ----------------- | ------ | -------- | ---------------- | ---------------- | ------ |
| Officerare          |                    |                 |                  |         |                   |        |          |                  |                  |        |
|                     | Luitenant-Generaal | Generaal-Majoor | Brigade-Generaal | Kolonel | Luitenant-Kolonel | Majoor | Kapitein | Eerste-Luitenant | Tweede-Luitenant | Kornet |
| Svensk motsvarighet | Generallöjtnant    | Generalmajor    | Brigadgeneral    | Överste | Överstelöjtnant   | Major  | Kapten   | Löjtnant         | Fänrik           | Kadett |
|                     |                    |                 |                  |         |                   |        |          |                  |                  |        |

| NATO Code           | OR-8/9     | OR-7              | OR-6                       | OR-5         | OR-4                       | OR-3                       | OR-2                       | OR-1                       |  |
| ------------------- | ---------- | ----------------- | -------------------------- | ------------ | -------------------------- | -------------------------- | -------------------------- | -------------------------- |  |
| Andra grader        |            |                   |                            |              |                            |                            |                            |                            |  |
|                     | Adjudant   | Opperwachtmeester | Wachtmeester der 1e klasse | Wachtmeester | Marechaussee der 1e klasse | Marechaussee der 2e klasse | Marechaussee der 3e klasse | Marechaussee der 4e klasse |  |
| Svensk motsvarighet | Förvaltare | Fanjunkare        | Förste sergeant            | Sergeant     | Korpral                    | Vicekorpral                | Menig 1kl                  | Menig                      |  |